# FK Pambiqci Neftcala
El FK Pambiqci Neftcala (en azerí: Futbol Klubu Pambiqci Neftcala) fue un equipo de fútbol de Azerbaiyán que jugó en la Liga Premier de Azerbaiyán, la primera categoría nacional.

## Historia
Fue fundado en el año 1992 en la ciudad de Neftçala como uno de los equipos fundadores de la Primera División de Azerbaiyán, temporada en la que finalizó en tercer lugar.
Tres años después logra el ascenso a la Liga Premier de Azerbaiyán por primera vez luego de obtener el subcampeonato de la segunda categoría. Permanecería en la primera categoría por tres temporadas hasta que desciende en 1997 y desaparece.

## Temporadas
| Temporada | Liga | Liga | Liga | Liga | Liga | Liga | Liga | Liga | Liga | Copa | Goleador         | Goleador |
| Temporada | Div. | Pos. | J    | G    | E    | P    | GF   | GC   | PTS  | Copa | Nombre           | Goles    |
| --------- | ---- | ---- | ---- | ---- | ---- | ---- | ---- | ---- | ---- | ---- | ---------------- | -------- |
| 1992      | 2    | 3    | 18   | 10   | 4    | 4    | 44   | 23   | 24   | 1/4  |                  |          |
| 1993      | 2    | 2    | 16   | 10   | 3    | 3    | 36   | 12   | 23   | 1/8  |                  |          |
| 1993–94   | 2    | 2    | 18   | 12   | 1    | 5    | 38   | 19   | 25   | 1/16 |                  |          |
| 1994–95   | 1    | 9    | 24   | 7    | 5    | 12   | 30   | 52   | 19   | 1/8  | Mehman İbrahimov | 8        |
| 1995–96   | 1    | 11   | 36   | 6    | 3    | 27   | 34   | 97   | 21   | 1/8  | Mehman İbrahimov | 13       |
| 1996–97   | 1    | 15   | 30   | 5    | 6    | 19   | 27   | 68   | 21   | 1/8  | Mehman İbrahimov | 10       |